# (1170) Siva
(1170) Siva es un asteroide que cruza la órbita de Marte orbitando alrededor del Sol una vez cada 3,55 años. Con un diámetro de 10,37 km es uno de los mayores asteroides que cruza la órbita de Marte. Está nombrado en honor a la deidad hinduista Shiva.
Fue descubierto el 29 de septiembre de 1930 por Eugène Joseph Delporte desde el Real Observatorio de Bélgica, en Uccle, Bélgica.